# 과학동산
과학동산은 1994년 10월 1일부터 1998년 2월 28일까지 EBS에서 방영한 어린이 대상 프로그램이다. 

## 진행자
- 김창완